# Mané-Mossi
Pour les articles homonymes, voir Mané.
Ne doit pas être confondu avec Mané-Peulh.
Mané-Mossi est une localité située dans le département de Mané de la province du Sanmatenga dans la région Centre-Nord au Burkina Faso.

## Histoire
Mané-Mossi est le village historiquement habité par les populations mossis de Mané.

## Éducation et santé
Le centre de soins le plus proche de Mané-Mossi est le centre de santé et de promotion sociale (CSPS) de Mané tandis que le centre hospitalier régional (CHR) se trouve à Kaya.